# ブラックパンサー (マーベル・コミック)
ブラックパンサー (英: Black Panther) とは、マーベル・コミックのコミック作品に登場するスーパーヒーローである。シルバーエイジ期にライター・編集者のスタン・リーおよびライター・作画家のジャック・カービーによって創案され、『ファンタスティック・フォー』第52号（1966年7月）で世に出た。本名はティチャラ (T'challa) といい、アフリカにある架空の王国ワカンダの君主にして守護者である。ハート形のハーブを摂取する儀式によって強化された身体能力に加え、天才的な知性と厳しい鍛錬、格闘術、さらに国王として所有する先端技術や富を駆使して敵と戦う。ブラックパンサーは同じくヒーローであるストームと結婚したことでも知られているが、それぞれが所属するチームが対立したことから離婚に至った。
ブラックパンサーはアメリカのメインストリーム・コミックで初めてスーパーヒーローとなったアフリカ系のキャラクターである。『ジャングル・アクション』誌（第6 - 18号）で13号にわたって展開されたブラックパンサーのストーリーは、マーベル社で初めてグラフィックノベル形式で描かれた作品だと評されている。
ブラックパンサーとして活動したヒーローはティチャラだけではない。あるストーリーラインでは、ニューヨーク市の警察官だったマルチレイシャルのカスパー・コールがブラックパンサーを名乗った。コールは初め単なる模倣者であったが、後にホワイトタイガーの名を得てティチャラの盟友となった。またティチャラが重傷を負って活動できない間、その妹シュリがブラックパンサーとワカンダの指導者の役割を担った。
ブラックパンサーは数々のテレビ番組、アニメ映画、ビデオゲームに登場してきた。実写映画に登場したのは、チャドウィック・ボーズマンが演じた2016年の『シビル・ウォー/キャプテン・アメリカ』が最初である。2018年に公開される映画版『ブラックパンサー』や『アベンジャーズ/インフィニティ・ウォー』でもボーズマンが同役を演じる。これらの映画作品はすべてマーベル・シネマティック・ユニバースの一部である。IGNが2011年に作成した「コミックブック・ヒーロー・トップ100」リストではブラックパンサーが51位を占めた。

## コンセプトと誕生

### 背景
ブラックパンサーはアメリカのメインストリーム・コミックに初めて登場した黒人スーパーヒーローである。それ以前のコミックには黒人の主人公はいないも同然で、スーパーパワーを持つものに至っては皆無だった。数少ない黒人主人公を挙げると、まず一号限りで終わった少部数の『オール・ニグロ・コミックス (All-Negro Comics)』（1947年）の登場人物がいる。1950年代には、マーベル社の前身であるアトラス・コミックスが発行するオムニバス誌『ジャングル・テールズ (Jungle Tales)』で「バントゥの王子ワク (Waku, Prince of the Bantu)」という黒人主人公のストーリーが連載された。デル・コミックスの西部劇キャラクターであるロボは黒人として初めてコミックブックの主役となった。脇役についてはカリカチュア化されたキャラクターが多いが、それを除いても、Sgt. Fury and his Howling Commandos に登場するアメリカ陸軍歩兵ガブリエル・ジョーンズの例がある。ブラックパンサーから数年遅れてデビューしたアフリカ系アメリカ人ヒーローには、マーベル・コミックスのファルコン（1969年）やルーク・ケイジ（1972年）、DCコミックスの三代目グリーンランタンことジョン・スチュワート（1971年）がいる。

### 名称
「ブラックパンサー」の名が考案されたのは、1966年10月のブラックパンサー党結成よりも先である。とはいえ、ブラックパンサー党に影響を与えたLCFOはそれ以前から黒豹のロゴを用いていた。また、第二次世界大戦中に人種隔離政策によって作られた黒人の戦車大隊（第761戦車大隊）はブラックパンサーズと呼ばれていた。
ブラックパンサー党を連想させることを避けるため、『ファンタスティック・フォー』第119号（1972年2月）へのゲスト出演からブラックレパードへの改名が行われたが、同年の『アベンジャーズ』第105号（1972年11月）で取り消された。
ブラックパンサーを創案した一人であるスタン・リーは、その名に政治的な意図は一切なく、LCFOのロゴを参考にしたこともないと述べている。実際に着想の元になったのは、黒豹を連れていたパルプ冒険小説の主人公だという。ジャック・カービーによるオリジナルのコンセプトアートではコール・タイガー (Coal Tiger) という仮の名が使われていた。

## 刊行履歴
ブラックパンサーは『ファンタスティック・フォー』第52 - 53号（1966年7 - 8月）で初登場し、続いて『ファンタスティック・フォー・アニュアル』第5号（1967年）で再登場、さらに『テールズ・オブ・サスペンス』第97 – 100号（1968年1 - 4月）でキャプテン・アメリカと共演した。その後、アフリカに位置する架空の国家ワカンダからニューヨークに移住し、アメリカのヒーローチーム『アベンジャーズ』（第52号、1968年5月）に加入すると、数年にわたって同タイトルに登場した。アベンジャーズ在籍中、3号にわたって『デアデビル』誌に単独でゲスト出演したほか、『アストニッシング・テールズ』では、ドクター・ドゥームを主役とする短命に終わった連載ストーリーに登場した（第6 - 7号、1971年6 - 8月）。
ブラックパンサーは『ジャングル・アクション』誌の連載ストーリーで初めて主人公の座を得た。まず、ブラックパンサーが中心となった『アベンジャーズ』第62号（1969年3月）が『ジャングル・アクション』第5号（1973年7月）に再録され、次号（同年9月）から新しいシリーズの連載が始まった。ライターはドン・マクレガーが、ペンシラーはリック・バックラー、ジル・ケイン、ビリー・グラハムらが務めた。またインカーのクラウス・ヤンソンとボブ・マクラウドは同作がプロデビュー作となった。このシリーズは評論家から高く評価され、同誌第24号（1976年11月）まで継続された。
現在では一般化したが、一つのタイトルで数号にわたって長篇ストーリーを展開するフォーマットはマクレガーが始めたものである。最初のストーリーアーク「豹の激情 (Panther's Rage)」は『ジャングル・アクション』の連載開始から13号かけて展開された。批評家ジェイソン・サックスは同作を「マーベル最初のグラフィックノベル」と呼んだ。
それまでの何年間かで、『スパイダーマン』や『ファンタスティック・フォー』ではすでに本当のキャラクター・アークが試みられていた。しかし … 初めから終わりまで完全なノベル（長篇小説）として作られたコミック作品は「豹の激情」が初めてだ。『ジャングル・アクション』（第6 - 18号）で2年間にわたって連載された「豹の激情」は、アフリカの国ワカンダの核心へと我々を誘う200ページの長篇小説である。ワカンダで荒れ狂う革命を受けて立つのはティチャラ王、ブラックパンサーその人だ。
二つ目の長篇ストーリー「パンサー対クラン (Panther vs. the Klan)」は『ジャングル・アクション』第19-24号（1976年1-11月）に毎号17ページほどで連載され、その完結とともにシリーズは終了した（ただし第23号のみ、ブラックパンサーが登場した『デアデビル』第69号（1970年10月）が再録された）。このストーリーがクー・クラックス・クランを扱っていたことは当時マーベル社内で問題視され、制作チームは難しい立場に立たされた。
アフリカ系アメリカ人の著述家・編集者ドウェイン・マクダフィーは『ジャングル・アクション』誌の連載について以下のように述べた。
この傑作は今まで見落とされ、過小評価されてきたが、おそらく、複数話にわたるスーパーヒーロー物語の中で最も綿密に作られた作品だ。もし手に入れることがあれば … 座ってじっくり読み通してみるといい。これっぽっちも欠点が見つからない。どの号も、どのシーンも、全体の中で不可欠な役割を持っている。よし、それではもう一度、どの号でもいいので開いてみよう。そこには渾然と一体化した言葉と絵がある。キャラクターやその場の状況は明瞭に描写される。前号のまとめは簡潔だ（そこにあると気づかないことも）。登場人物の関係はあざやかに変化する。少なくとも一人のクールな新ヴィランがいる。主人公の技と心が試される衝撃のアクションシーンがある。そして、予定された文句なしの結末に向けて着実に進み続けるストーリーがある。これこそ我々コミック作家が毎月必ず生み出すべきものだ。ドン[・マクレガー]とその仲間は、毎号たったの17ページでこれをやってのけたのだ。
『ジャングル・アクション』誌は大学生の間で人気を集めたが、全体として売り上げは低調であった。マーベル社はブラックパンサーを個人タイトルで再出発させることに決め、キャラクター原案者のジャック・カービーをライター兼ペンシラー兼編集者に任じた。カービーは一時ライバル社のDCコミックスに移籍しており、このときマーベルに戻ったばかりだった。しかしカービーは新しいキャラクターを手掛けたいと望んでおり、すでに散々描いてきたキャラクターを主役とするシリーズをあてがわれたことを不満に思った。カービーは早くも12号で同作を離れ、エド・ハニガン（ライター）、ジェリー・ビンガム（ペンシラー）、ロジャー・スターン（編集者）に後を任せた。最終的に『ブラックパンサー』第1シリーズ (vol. 1) は全15号で終刊した（1977年1月 - 1979年5月）。同誌第16 - 18号に予定されていたストーリーは『マーベル・プレミア』第51 - 53号に掲載された。
80年代の終わりには『ブラックパンサー』第2シリーズが全4号のミニシリーズとして刊行された（1988年7 - 10月）。ライターはピーター・B・ギリスが、ペンシラーはデニス・カーワンが務めた。『ジャングル・アクション』版のライターであったマクレガーは、ジーン・コランとともに隔週のアンソロジー誌『マーベル・コミックス・プレゼンツ』に8ページ25回にわたってブラックパンサーのサーガを書き継いだ（第13 - 37号、1989年2-12月）。後にマクレガーはドウェイン・ターナーの作画で平綴じのミニシリーズ『ブラックパンサー: パンサーズ・プレイ (豹の獲物)』を書いた（1990年9月 - 1991年3月）。マクレガーは自らのサーガの5作目を「豹の誓い (Panther's Vows)」という題で構想していたが、日の目を見なかった。
1998年には『ブラックパンサー』第3シリーズが開始され、全52号が発行された（1998年11月 - 2003年9月）。ライターはクリストファー・プリーストが、ペンシラーはマーク・テシェイラが務めた。同シリーズではエリック・キルモンガーやヴェノム (Venomm) など旧作「豹の激情」のキャラクターのほか、アメリカ国務省のエージェントであるエヴェレット・ロス、ブラックパンサーの義兄ハンター、被後見人クイーン・ディヴァイン・ジャスティスなどの新キャラクターが登場した。このシリーズは同年に設立された新しいインプリント「マーベルナイツ」から刊行されていた。プリーストによると、シリーズの原作を引き受ける大きな動機となったのはロスというキャラクターを生み出したことだという。「ロスを使えば、ブラックパンサーの神話に浸透しているアフリカ文化と、マーベルの対象層である白人読者の間のギャップを埋められると思った」またプリーストは、マーベル社から軽視されていたブラックパンサーを、単身でファンタスティック・フォーを圧倒する謎めいた秘境の王という原点に戻そうとした。
第3シリーズ終盤の13号（第50 - 62号）では、カスパー・コールというマルチレイシャルのニューヨーク市警察官が主役に抜擢され、ティチャラはそのサポート役に回された。コールは一時期ブラックパンサーを名乗ったが、後にホワイトタイガーという独立したヒーローとなり、第3シリーズ末期に並行して刊行されていた『ザ・クルー (The Crew)』にも登場した。『ザ・クルー』は全7号で打ち切りとなった。
2005年、マーベル社は『ブラックパンサー』を復活させ、41号にわたって刊行を続けた（第4シリーズ、2005年4月 - 2008年11月）。発刊時のライターはレジナルド・ハドリン（第38号まで）、ペンシラーはジョン・ロミータ・Jr（第6号まで）であった。ハドリンは「ストリートの感覚」を同タイトルに導入しようとしたが、必ずしも対象読者をアフリカ系アメリカ人に限定してはいないと述べた。ハドリンが描くブラックパンサーに影響を与えたのは、バットマン、映画監督スパイク・リー、アーティストのショーン・コムズだという。
『ブラックパンサー』第5シリーズは2009年2月に発刊された（2010年3月まで）。ハドリンは再度スクリプトに起用され、ブラックパンサーの称号の継承者としてティチャラの妹シュリを登場させた。第7号でハドリンはジョナサン・マベリーと共同でライティングを行い、次号以降はマベリーがライターを務めた。このとき作画もウィル・コンラッドに変更された。またドクター・ドゥームを中心とした全6号のミニシリーズ『ドゥームウォー (Doomwar)』でもブラックパンサーがファンタスティック・フォーやX-MENを従えて主役を務めた。
その後、ティチャラはマット・マードック（デアデビル）からの誘いを受けてニューヨーク市のヘルズ・キッチンで犯罪と闘う役目を引き受けた。これにともない『デアデビル』誌は第513号（2011年2月）からブラックパンサーを主役に迎えて『ブラックパンサー: マン・ウィズアウト・フィアー』と改題した。ライターはデイヴィッド・リス、作画はフランチェスコ・フランカヴィッラが務めた。
2016年、タナハシ・コーツ（ライター）とブライアン・ステルフリーズ（作画）による『ブラックパンサー』新シリーズが発刊され、ヘッド・ライターのコーツの下で現在まで刊行が続けられている。2017年には、アフロフューチャリズムの作家ネディ・オコラフォの原作で『ブラックパンサー：ロング・リブ・ザ・キング』が刊行された。

## 作中の経歴

### 生い立ちと背景
「ブラックパンサー」とは、アフリカの先進国ワカンダ (Wakanda) に住むパンサー族の族長が持つ儀礼的な称号である。この称号を持つ者は国を治めるだけではなく、「ワカンダ人」と総称される様々な部族の長とみなされる。黒豹の装束は国家元首の地位の象徴であり、外交行事の際にも着用される。称号は世襲制だが、試練を経なければ相続することはできない。
遠い昔、振動を吸収する性質を持つ希少な鉱物ヴィブラニウムからなる隕石がワカンダに落下した。この価値ある資源が外国人に搾取されることを懸念したティチャカ (T'Chaka) 王は、父祖のパンサーたちと同様に外部の世界との交流を断った。ティチャカの先妻ヌヤミ (N'Yami) はティチャラ (T'Challa) を産み落とすとともに亡くなり、後妻ラモンダは故郷の南アフリカに赴いたとき人質に取られたため、幼いころのティチャラはもっぱら父によって育てられた。ティチャカはヴィブラニウムの小山を奪おうとした探検家ユリシーズ・クロウによって殺害された。国民を守るため、若きティチャラはクロウの音波兵器を逆用して一味を撃退した。クロウはこのとき右腕を吹き飛ばされた。
ティチャラはワカンダの王位とブラックパンサーの称号を継承する第一の地位にいたが、当面の代理として叔父のスヤン (S'yan) がブラックパンサーとなった。ティチャラはワカンダ文化における通過儀礼であるウォークアバウト（遍歴）を行っている間、孤児と見られる少女オロロ・マンローと出会い、恋に落ちた。マンローは後にX-MENに加わってストームと名乗ることになる。父の復讐を遂げ、ワカンダの指導者にふさわしい人物になろうというティチャラの望みが障害となり、交際は長くは続かなかった。しかし二人は年月を経た後に再会することになる。
ティチャラはワカンダの各部族を代表する闘士を打ち負かし、ブラックパンサーの称号を勝ち取った。まず取り掛かったのは、ワカンダの秘密警察Hatut Zerazeの解体と、その長官で義兄でもあるハンター・ザ・ホワイトウルフの追放であった。ティチャラは少量のヴィブラニウムを各国の研究機関に売却して巨額の資金を得ると、自分のために技術の粋を尽くした装備を作製した。その後、国内の平和を保つため、反目し合う部族の中から優秀な女性を選び出し、儀礼上の花嫁候補からなる親衛隊ドラ・マラジェ（Dora Milaje、「敬愛される者たち」）を設置した。一時期は王としての務めを中断して海外に留学していた。

### ヒーロー活動開始（コミックブックデビュー前後）
成人したティチャラはアメリカのヒーローチームファンタスティック・フォー（FF）をワカンダに招くと、メンバーを一人ずつ襲って拘束し、自分にクロウと戦う力が備わったか試そうとした。クロウは今や失った右腕の代わりに音波兵器を移植してスーパーヴィランとなっていた。FFはティチャラから正式な謝罪を受けて友情を結び、クロウへの復讐を助けた。その恩を返すため、FFがスーパーヴィランのサイコマンと戦ったときに助力した。やがてアベンジャーズに加入したが、その裏には、アメリカの超人たちがワカンダの脅威となるかどうかを見極めようという意図があった。アベンジャーズ在籍時、宿敵の一人となるマン=エイプと初めて戦い、その後アメリカ人の歌手モニカ・リンと出会って恋愛関係を持った。アベンジャーズとともに2代目サンズ・オブ・ザ・サーペントを倒した際、アメリカのテレビで自分の正体を明かした。またデアデビルとも親交を持った。

### ワカンダへの帰還（『ジャングル・アクション』～第1シリーズ）
やがてブラックパンサーはアベンジャーズの正メンバーから退き、リンを伴って内戦勃発の危機にあったワカンダへ帰国した。王位簒奪をもくろむエリック・キルモンガーとその手下を打ち破ると、次にアメリカ南部に乗り込んでクー・クラックス・クランと戦った。
あるときティチャラは、時間を越える魔力を持つ呪具「ソロモン王の蛙」を手に入れた。蛙の力により、10年後の未来のティチャラが現在に出現した。未来のティチャラは陽気な性格でテレパシー能力を身につけていたが、危険な状態の脳動脈瘤を持っていることがわかり、現代のティチャラによって人工冬眠状態に置かれた。
ティチャラは養母ラモンダを探すためアパルトヘイト制度下の南アフリカに渡り、当局と対立した。あるときティチャラはモニカ・リンに求婚し、二人は婚約したが、結婚には至らなかった。

### ワカンダの動乱（第3シリーズ）
数年が経過し、ブラックパンサーはワシントンから使節エヴェレット・ロスの派遣を受けた。ワカンダの統治を巡って多くの苦難に直面する中で、ロスは何度もブラックパンサーの力になった。恩義を感じたブラックパンサーも危険を冒してロスを助けた。二人が協力して対処に当たった最初の脅威は、諜報組織「Xcon」の支援を受けたアチェベ師による政府転覆の陰謀であった。それに続き、キルモンガーが再び姿を現してワカンダ経済を破壊しようと企んだ。これに対処するため、ティチャラは外資系企業を国有化することを余儀なくされた。キルモンガーは戦いの儀式でティチャラを打ち負かし、ブラックパンサーの地位を奪い取ったが、ハート形のハーブを摂取したために昏睡状態に陥った。このハーブはブラックパンサーの超人的な能力の源だが、遺伝的に免疫を持つ王族以外には毒だった。ティチャラは旧敵キルモンガーが死ぬに任せることもできたが、命を救った。
その後、ティチャラは未来から来た自分と同じく脳動脈瘤を発症し、情緒不安定と幻覚に苛まされた。自らの精神状態により部族間の戦争が勃発することを辛くも防いだブラックパンサーは、長老会議に王権を委ねてニューヨークに身を潜めた。そこで彼は、捨てられたブラックパンサーのコスチュームを自らのものにした警察官カスパー・コールを教え導くことになる。ティチャラはこの経験を通じて病と闘う力を取り戻し、王位に復帰するとともに再びアベンジャーズの正メンバーとなり、アベンジャーズが国連の特権を得るのに貢献した。

### 「豹の花嫁」（第4シリーズ）
アメリカ政府はヴィブラニウムを入手するために政治的な謀略を行っていた。当局の意を受けたクロウはヴィランの傭兵部隊を集め、ワカンダの隣国である全体主義国家ニガンダを支援する。ニガンダ軍の侵攻が始まると、アメリカ政府はティチャラを援助すると称してサイボーグ兵士デスロックの部隊を派遣し、侵略の足掛かりにしようとする。しかしティチャラはクロウを撃退し、ストームとなったかつての恋人オロロがハリケーンを起こしてデスロック部隊を掃討した。
オロロはアフリカとアメリカで生き別れになっていた家族と再会し、ティチャラはそれを助ける。直後にティチャラは彼女に求婚し、多くのスーパーヒーローを招いてワカンダ式の盛大な結婚式を挙げる。新王妃と王は結婚早々に、インヒューマンズ王家、ラトベリア王ドクター・ドゥーム、アメリカ大統領、アトランティス王ネイモアへの外交旅行を行った。「シビル・ウォー」の気運が高まり、スーパーヒューマン登録法賛成派の手によってビル・フォスター（ブラック・ゴライアス）が死亡すると、ブラックパンサーとストームはキャプテン・アメリカの登録法反対派に加わる。両派の最終決戦によってマンハッタンのワカンダ大使館は大破したが、ワカンダ人に死傷者は出なかった。抗争終結後、休暇を取ったリチャーズ夫妻に代わってストームとともにファンタスティック・フォーに一時加入した。
ストームがニューヨークでX-MENとして活動する間、一人で帰国したティチャラはエリック・キルモンガーの挑戦を受け、モニカ・ランボー（パルサー）の助力を受けて打ち破った。その後、地球を征服する「シークレット・インベージョン」計画の下でワカンダに侵入していた変身宇宙人スクラルを退けた。

### 王位の委譲、「ドゥームウォー」（第5シリーズ）
ネイモア王はティチャラをスーパーヴィランの秘密クラブであるカバルに勧誘しようとする。カバルの一員であったドクター・ドゥームの軍勢の襲撃を受け、ティチャラは昏睡状態に陥った。ティチャラの妹シュリは次代のブラックパンサーになるべく訓練を受ける。意識を取り戻したティチャラは回復に専念し、ブラックパンサーの称号を正式にシュリに譲位した。
この事件の結果、ブラックパンサーの化身として与えられていた能力をすべて失ったティチャラは、旧知の妖術師ザワヴァリの力を借りて新たな能力を得ようとする。ティチャラは未知の豹神と契約を交わし、以前と同じ能力をさらに伸ばすともに、精霊を自らの体に宿すことで魔法的・霊的な攻撃にかなりの程度耐えられるようになった。これは目前に迫ったドクター・ドゥーム戦への備えであった。ドゥームとの戦いのクライマックスにおいて、ティチャラは奪われていた精錬ヴィブラニウムをすべて不活性化させた。これによりワカンダ国民もヴィブラニウムに依存することができなくなったが、再建への道は残された。

### 「恐れを知らぬ男」（『デアデビル』誌）
「シャドウランド」事件の後、マット・マードック（デアデビル）はティチャラに対し、自らに替わってヘルズ・キッチンの守護者となるように頼む。これはティチャラにとって自己再発見の機会でもあった。ティチャラはマードックの友人である弁護士フォギー・ネルソンの計らいによってコンゴ移民ミスター・オコンクォ (Okonkwo) の身分を手に入れ、地域住民と交流して情報を得るためにダイナーを開いた。ティチャラは暗黒街を牛耳った「串刺し公」ヴラド・ディヌと敵対する。

### 「アベンジャーズ vs X-MEN」
デアデビルがヘルズ・キッチンに復帰した直後にティチャラは帰国し、妹シュリを補佐する役に就く。「アベンジャーズ vs X-MEN」のストーリーラインで、豹神はワカンダへの侵攻に備えるためにティチャラの能力を回復させた。しかし、フェニックス・フォースを得たネイモアは巨大な津波を起こしてワカンダを壊滅させる。ブラックパンサーは怒りにまかせて、駆け付けたストームに対して婚姻を解消すると告げる。

### 「タイム・ランズ・アウト」～「シークレット・ウォーズ」
ワカンダ上空にもう一つの地球が出現し、ブラックスワンと名乗る女性によって破壊される事件が起きる。これを目撃したティチャラは、スーパーヒューマンの秘密結社イルミナティを再招集し、多数の平行宇宙が互いに衝突して消滅する「インカージョン」現象に対処しようとする。別の平行世界の地球を破壊して衝突を回避するため大規模兵器を調達したイルミナティだったが、メンバーの多くは無差別殺戮に手を染めることに躊躇する。業を煮やしたネイモアはチームを離れ、ヴィランの結社カバルを再結成した。カバルは「地球の守護者」としてほかの地球をいくつも破壊していく。やがてネイモアは罪悪感に耐えられなくなり、イルミナティと共謀して、次のターゲットである地球にカバルのメンバーを閉じ込めてもろともに破壊しようと企む。しかしブラックパンサーとブラックボルトはネイモアをも爆死させようとする。ネイモアとカバルは寸前で第3の地球（アルティメット・マーベル・ユニバース）へと逃れる。
最後のインカージョンが起きた。ブラックパンサーは特製の救命ポッドで宇宙へ脱出できたわずかなヒーローの一人であった。彼らが休眠から目覚めると、そこは多くの平行世界が一つに収束した「バトルワールド」であった。新世界の神皇帝を名乗るドクター・ドゥームが圧倒的なパワーで立ちふさがるが、ヒーローたちはドクター・ストレンジの助けによってバトルワールド各地に落ち延びる。ティチャラは「死者たちの王」としての能力を用い、デッドランドのゾンビたちを配下としてドゥームの城に向けて進軍する。同時に各地でドゥームへの叛乱が起きる。ティチャラはストレンジが組み上げたインフィニティ・ガントレットを用いてドゥームと戦いを繰り広げるが、それは陽動であった。ミスター・ファンタスティックはドゥームを出し抜き、その力の源を奪ってマルチバース（多数の平行世界からなる宇宙）を再生させる。故郷に帰還したティチャラが見上げる空には、ワカンダ初のロケットが飛翔していた。ティチャラは若い国民たちに向かい、新しい探究の始まりを宣言する。

### オールニュー・オールディファレント・マーベル
「シークレットウォーズ」後に再編された「オールニュー・オールディファレント・マーベル」ラインでは、ブラックパンサーはアルティメッツの一員となった。
「シビル・ウォーII」のストーリーラインでは、ブラックパンサーはワカンダ代表としてアルファフライト・スペースプログラムの理事会に席を占めた。潜在的な未来を予知する能力を持つインヒューマン、ユリシーズ・ケインを巡ってヒーローの間に対立が起きると、まだ起きていない犯罪を未然に対処することを肯定するキャプテン・マーベルの側についた。
ブラックパンサーとシュリは宇宙怪物の集団リヴァイアソン・タイドが地球を襲う事件にも参戦した。
アーニム・ゾラ、バロン・ジーモ、スティーブ・ロジャーズ（初代キャプテン・アメリカ）らに率いられたヒドラが地球を支配下に置くと、ブラックパンサーは体制への反抗の咎で拘禁される。ウィンター・ソルジャーに救い出されたブラックパンサーはロジャーズとゾラを追って秘密の研究所に侵入する。そこでは、ゾラがスターク社から盗み出した技術を用い、キャプテン・アメリカを洗脳してコズミック・キューブと一体化させたことが明らかになった。ウィンター・ソルジャー、キャプテン・アメリカ（サム・ウィルソン）、アントマン（スコット・ラング）らは、策略としてロジャーズにコズミック・キューブの最後のかけらを渡す。ウィンター・ソルジャーとアントマンはロジャーズがキューブを完全に使いこなせないうちにそれを奪い取り、本物のスティーブ・ロジャーズを再生させる。
その後、ブラックパンサーは国民とともに宇宙探査の旅に出て、ベンハジン星系の惑星バストにワカンダ間銀河帝国を建国する。

## スーパーパワーと技能
「ブラックパンサー」の称号は公の地位で、ワカンダのパンサー・クランの族長を意味する。族長は特別なハート形のハーブを服用する資格を持つ。ブラックパンサーはこのハーブによって五感や筋力・素早さ・敏捷性・スタミナ・耐久力・回復力・反射神経が超人的に強化されるほか、ワカンダの豹神バスト (Bast) とシャーマン的な交信を行うことができる。
その後、ワカンダの豹神とのつながりは失われたが、もう一柱の豹の神格からの加護を受け、肉体強化と魔術への耐性を授けられた。特に感覚は数万体の獲物の臭いを嗅ぎ分けて追跡できるほど強力である。ドゥームとの戦争を経て再び能力を失ったが、その後豹神とのつながりを結び直した。今や肉体能力が人間を超えるレベルにまで高められたのみならず、「死者たちの王」としての霊的能力を身につけ、祖先のブラックパンサーすべての能力と知識を駆使したり、ゾンビのような死者を支配することができるようになった。
ティチャラは旧知の妖術師ザワヴァリの力を借りて魔術的な攻撃や探知を無効化する能力を身につけた。また魔術と科学を組み合わせて「暗影物理学」という強力な術を編み出した。これにより影を武器として使用したり、量子レベルでヴィブラニウムの追跡を行うことができるようになった。
ワカンダの君主であるブラックパンサーは、国が所蔵する大量の魔法的な物品や、ワカンダが誇る先端技術や兵器を自由に使うことができるほか、科学者、戦士、霊媒師などの多彩な人材を部下に持つ。ワカンダ軍は地球で最も強力な軍隊の一つに数えられている。ブラックパンサーの装束はヴィブラニウム製で、豹神によって祝福されている。
ティチャラは熟練した狩人であり、追跡の技に優れ、戦略家・政治家・発明家・科学者としても傑出している。オックスフォード大学では物理学を専攻して博士号を得た。地球上で最も知能の高い8人のうちの1人に数えられ、物理学と先端技術の分野に通じた天才であり、才気あふれる発明家でもある。また歴代のブラックパンサーの霊から技能や知識を借りることもできる。
ティチャラは体術と格闘術の厳しい訓練を受けている。様々な武術流派を学んでおり、体術と動物の形態模写を取り入れた独自の戦闘スタイルも身につけている。
ワカンダのパンサー・クランの族長は世界でもっとも裕福な人間の一人であるが、ワカンダが世界経済から隔離されていることと、膨大なヴィブラニウム埋蔵量や先端技術を評価するのが困難なことから、財力を見積もるのは困難である。
『ブラックパンサー』第3シリーズにおいて、ライターのクリストファー・プリーストはブラックパンサーが携行する装備品を多数作りだした。「エネルギー・ダガー」、ヴィブラニウムを織り込んだスーツ、「キモヨ・カード」と呼ばれる携帯スーパーコンピュータなどである。第4シリーズのライター、レジナルド・ハドリンは「スライス・ブレスト・アーマー」や「ライト・アーマー」など特定の任務に合わせた特殊装備を登場させた。また短期間だが、ブラックナイトの愛剣であるエボニー・ブレードをブラックパンサーに使用させたこともある。

## 関連キャラクター

### 盟友
- ティチャカ (T'Chaka)
ティチャラの父。先代のブラックパンサーにしてワカンダ王。ユリシーズ・クロウに殺害される。
- ラモンダ (Ramonda)
ティチャラの愛情深い義母。シュリを生む。
- モニカ・リン (Monica Lynne)
キルモンガーに敗北し、溺死させられそうになったティチャラを救った歌手。ティチャラと恋愛関係にあった期間がもっとも長い女性。ティチャラは彼女に永久に献身を捧げることを誓っていた。
- エヴェレット・K・ロス (Everett K. Ross)
アメリカ国務省の職員。他国の外交官がアメリカに滞在する間の護衛役だった。ワカンダの君主ティチャラの護衛を命じられたことでロスの運命は一変した。
- シュリ (Shuri)
ティチャラの妹。ドクター・ドゥームとの戦いでティチャラが重傷を負って以来、ブラックパンサーの地位を引き継いだ。ワカンダの現君主。
- N'Gassi
参謀。ティチャラが任務で不在の間、摂政役を務める。
- オコエ (Okoye)
国王の儀礼上の婚約者でもある親衛隊ドラ・マラジェの一人だった女性。ジュクワリ族の出。伝統的な王の近習を務める。王と「妻」とのプライバシーを守るため、王以外の人間とは会話せず、ワカンダに話者がほとんどいないハウサ語でしか話さない。
- クイーン・ディヴァイン・ジャスティス (Queen Divine Justice)
ワカンダの部族の一つであるジャバリ族 (Jabari Tribe) の女王の血筋だったが、シカゴで育ったことで世間馴れした女性になった。ドラ・マラジェの一人だった。幼少期の名はシャンテ・ジョヴァンニ・ブラウン[95]。
- ストーム (Storm)
オロロ・イカディ・ティチャラ（旧姓マンロー）。X-MENの一員。ブラックパンサーと結婚してワカンダ女王となったが、後に婚姻は解消された。
- ワケビ (W'Kabi)
有能な軍の副司令官。君主に対しては完全な忠誠を捧げる。
- ズリ (Zuri)
気難しい巨漢の老戦士。故ティチャカの親友だった。ティチャラが最も信頼する参謀の一人。
- アッザリ (Azari)
アース555326の時間軸から来た未来のブラックパンサー。ティチャラとストームの息子。

### 敵対者
- アチェベ師 (Reverend Achebe)
南アフリカのどこかで貧しい農民として暮らしていたが、悪魔メフィストに魂を売った。狂気を抱いた予測不能な男性で、戦士にして霊能者。常に歯を剥き出して笑っている。手に嵌めた指人形ダキが生きているという妄想を持っており、常に話しかけている。
- エリック・キルモンガー (Erik Killmonger)
屈強な戦士、政治・経済の分野でも天才的な戦略家。
- クロウ (Klaw)
本名ユリシーズ・クロウ。ティチャカを裏切り殺害した、ティチャラの仇敵。音エネルギーを操る。
- マリス (Malice)
元の名はナキア。ティチャラのドラ・マラジェ（儀礼上の婚約者）であったが離反した。
- マン＝エイプ (Man-Ape)
ワカンダの国境付近に位置する公式なミクロネーション、ジャバリ族の支配者。「スーパーヒューマンの処遇に関する汎アフリカ会議」の創立者。
- ホワイトウルフ (White Wolf)
ティチャラの義兄。ワカンダの秘密警察組織 Hatut Zeraze の長官だった。

## 反響
コミックファン雑誌『ウィザード』はコミックキャラクターのランキングでブラックパンサーを第79位に挙げた。IGNはブラックパンサーをコミックヒーローのランキングで第51位に挙げ、マーベルのバットマンと呼ばれてもおかしくないと述べた。また「アベンジャーズのメンバートップ50」では第10位に挙げた。コミックスアライアンスは2013年に「セクシーな男性コミックキャラクタートップ50」の第33位にブラックパンサーを挙げた。

### 第3シリーズ
ジャーナリストのジョー・グロスはクリストファー・プリーストによるブラックパンサーの描写を称賛した。「象徴的なキャラクターでありながら活用されずにいたブラックパンサーは、錯綜した息もつかせぬ物語の焦点へと祭り上げられた。プリーストはただ、彼を当然の方向へ導いただけだ。ティチャラ（主人公）は謎めいた国家君主で、技術的には先進国だが外への警戒心が強いアフリカの国を治めている。彼はまさにその通りに振る舞う」グロスはまた、同シリーズの「尽きぬ機知、明快なキャラクター、洗練された語り、鮮烈な大ゴマ」に賛辞を送った。
その一方で、コミック批評家でジャーナリストのマイク・サンジャコモは物語の構成に批判を加えた。「クリストファー・プリーストの取り散らかった書き方が神経に触るようになってきた。 … 私は『ブラックパンサー』を評価したいのだが、わざわざ物語を込み入らせようとするプリーストのアプローチは馬鹿げているとしか思えない。一つのスタイルではあるのだろうが、毎号そうしなければならないのか？」
『ガゼット』紙の記者ビル・ラドフォードも同シリーズの発刊に際して同様の懸念を表している。「平凡な一般人 [エヴェレット・ロス] の目から見たブラックパンサーという構想は高く評価するが、そのせいで主人公のパンサーが二次的な役割に追いやられてしまっている。そしてロスの語りは時系列があちこち飛び過ぎる。部下から報告を受けながら、もっとちゃんと喋れと叱っている上司のような気分だ。「『パルプ・フィクション』を逆回しで観ているみたいよ。頭が破裂しそう」」

### 第4シリーズ
書評誌『パブリッシャーズ・ウィークリー』は、ブラックパンサーのオリジンを現代的に語り直した最初のストーリー「ブラックパンサーは誰なのか？ (Who Is the Black Panther?)」に否定的な評価を与えた。「ハドリンの書きぶりは二兎を追うものだ。最近のブラックパンサーが好きだったファンはハドリンの大げさな語り口を好まないだろうし、かといって一般の読者を引き付けるには難解なマーベル世界の設定を盛り込み過ぎだ。プロットは複雑に入り組んでいるものの、まったく引きこまれない」
ジャーナリストのショーン・ジェフォーズは、第4シリーズ第1号で主人公のティチャラが活躍しなかったことを「印象に残らない開幕」と評し、さらに主人公が一般の読者に認知されていないことがシリーズの成功を阻んでいると述べた。「ブラックパンサーはこれまでマーベルの看板キャラクターだったことはないし、これからそうなるのは相当難しいだろう」

## 別バージョンのブラックパンサー
- エイジ・オブ・ウルトロン
「エイジ・オブ・ウルトロン」のストーリーでは、ブラックパンサーはファンタスティック・フォーにコンタクトを取り、ウルトロン・センチネルの軍勢を率いたウルトロンが地球侵略を開始したことを伝える[105]。後のシーンでは、レッドハルクとタスクマスターとともにシカゴでウルトロン・センチネルの部隊を偵察している姿が描かれる。タスクマスターは忍び寄ってきたセンチネルの一体を倒すが、その動きを本隊に感知されてしまう。レッドハルクは二人を逃がすためにセンチネルを足止めする。混乱の中、ブラックパンサーは建物の階上から落下し、首の骨を折って即死する。[106]
- アマルガム・コミックス
アマルガム・コミックス世界では、DCコミックスのブロンズ・タイガーとのアマルガムにより、ワカンダの君主ブロンズパンサー、本名ベンチャラ (B'Nchalla) として登場する。
- アベンジャーズ・フォーエバー
「アベンジャーズ・フォーエバー (Avengers Forever)」では、キャプテン・アメリカとゴライアス（ヘンリー・ピム）は時間軸を未来に移動し、『宇宙戦争』の火星人によって荒廃させられた地球に到着する。この世界では老齢のブラックパンサーがアベンジャーズを率いており、そのメンバーにはジョカスタ、リビング・ライトニング、キルレイヴン、クリムゾン・ダイナモ、サンドラがいる。[107]
- シビル・ウォー
アイアンマンとキャプテン・アメリカの間の「シビル・ウォー」が終わらなかった平行世界では、ブラックパンサーはマリア・ヒルとともにネガティブ・ゾーン監獄（プリズン42）の自爆装置を起動させて命を落とす[108]。その息子アザリはブラックパンサーの名を受け継ぐ[109]。後になって、プリズン42を爆破したブラックパンサーの正体は、変身宇宙人スクラルの女王ヴァレンカであったことが明らかにされる。ヴァレンカはティチャラになりすまし、自らの目的のためにシビル・ウォーを引き延ばそうと画策していた[110]。
- アース6606
『エクスカリバー』第44号（1991年）で描かれた世界では、ティチャラはキャプテン・ブリテン・コアの一員チーフテン・ジャスティスとして登場する[111]。
- アースX
平行世界「アースX」では、物語の根幹であるミューテーション現象がティチャラにも影響を及ぼす。ティチャラは人類の大部分と同様に突然変異を起こし、半人の黒豹へと変貌を遂げた。キャプテン・アメリカは持ち主に神の如き力を与えるコズミック・キューブをティチャラに託す。キャプテン・アメリカはティチャラがキューブを使う誘惑に決して屈さず、託されたものを守り抜くと信じていた。実際、キャプテン・アメリカは後にキューブの力に頼ろうとするが、ティチャラはそれを退けた[112]。
- エグザイルズ
次元を股にかけて活動するスーパーヒーローチーム、エグザイルズ (Exiles) には「パンサー」とだけ呼ばれる別世界のブラックパンサーが在籍していた[113]。パンサーはティチャラとストームの息子で、祖父と同じくティチャカと名付けられた。出身地であるアース1119において、ある遺跡を調べていたパンサーはクロウの襲撃を受けた。クロウのエネルギーブラストによりパンサーは時間の流れから弾き出され、エグザイルズによって拾われた[113]。正史世界であるアース616のブラックパンサーは禁欲的な性格だったが、このパンサーは皮肉屋の女好きである[113]。故郷のアース1119では死んだと思われているため、その妹がブラックパンサーの名を継いでいる[114]。
- Fox Kids
マーベル・コミックスとFox Kidsによる、テレビ番組 The Avengers: United They Stand をベースとしたコミックブックシリーズでは、第1号、第6-7号にブラックパンサーが登場する。
- マンガバース
『マーベル・マンガバース』第2巻でペットの豹を連れて登場する。ティチャラは精霊を召喚することで豹と合体してブラックパンサーに変身する。またファルコンの姿に変身することもできる。このブラックパンサーは女性ヒーローのティグラに恋愛感情を持っている。ティチャラの妹ティチャナはこの世界のドクター・ドゥームだということが明かされる。[115]
- マーベル2099
「マーベル2099」世界では、弱小国となったワカンダの王位継承を間近に控えた王女オクサナが登場する。オクサナは自らの資格に不安を抱き、ドクター・ドゥームに対して先代のブラックパンサーである祖父ザンダザを甦らせるよう求める。ドゥームはティチャラへの敬意からその願いを受け入れ、ワカンダの科学者とともにザンダザをヴィブラニウム製の義体に入れて生き返らせる。しかし思わぬ成り行きで、この時代のパンサーガードであるムカラリがザンダザを忌まわしく思って攻撃を仕掛けた。義体の調整が狂い、ザンダザは激しい苦痛とともに狂乱状態に陥って周囲を殺傷し始める。ドゥームは選択の余地なくザンダザを殺し、苦しみから解放したことで感謝される。[116]
- マーベルナイツ2099
メインの2099世界とは関連のないワンショット（読み切り号）『マーベルナイツ2099』ではブラックパンサーが主役を務めた。新しくブラックパンサーとなったクシャンバは、ドクター・ドゥームの後継者に率いられた侵略軍に闘いを挑む。新たなドゥームは打ち負かされたかに思われたが、新王クシャンバはドゥームの操り人形に過ぎなかった。[117]
- マーベル・ゾンビーズ
別の平行世界を題材とした『マーベル・ゾンビーズ』では、ブラックパンサーはゾンビ化を免れたわずかなスーパーヒーローの一人として登場する。ゾンビ・ジャイアントマンはブラックパンサーを拘束し、食糧とするために四肢を少しずつ切り落としていた。ゾンビ特有の餓えによって知性を失うことを避けるため、いつでも新鮮な肉を得られるようにしたのである[118]。ブラックパンサーは右腕の半分と左足を失いながら、ゾンビ化したワスプの生首を抱えて脱出し[119]、生き残っていたミュータント集団アコライツと合流する[120]。アコライツの中で生活している間、正史世界アース616の自分と通信する機会を得たブラックパンサーは、自分がストームと結婚したことに驚くとともに、ゾンビ化現象について知る限りの情報を伝える[121]。さらに数十年が経過し、ティチャラは生き残った集団の指導者となり、アコライツの1人リサ・ヘンドリクスと結婚して息子を儲けていた。失った手足の代わりにかつてのX-MENフォージが義足と義手を作ってくれた[122]。引退が間近に迫ったころ、ブラックパンサーはアコライツの分派が送り込んだ暗殺者によって致命傷を受ける。しかし、忠実な仲間となっていたワスプがブラックパンサーにウィルスを感染させて死から救う。ブラックパンサーはワスプの教えによって人肉食への衝動を克服し、生存者を導き続けた[123]。さらなる内部分裂が起き、ブラックパンサーと同志の多くは次元のかなたに飛ばされる[124]。その世界においても地球はゾンビ・ウィルスの危機に襲われていた。ブラックパンサーはこの地球を救おうとするが、果たせずに全身をバラバラにされ、片手だけが戦利品として敵によって飾られる[125]。
- MC2
MC2ユニバースでは、ブラックパンサーの息子ティチャカ2世がコール・タイガーと名乗り、ヒーローチームA-Nextに加入する。[126]
- ミュータントX
『ミュータントX』の世界では、ブラックパンサーは半人半獣の黒豹のような見た目をしている。ビヨンダーに戦いを挑んで散ったヒーローの第二波の中にブラックパンサーの姿が見られる。[127]
- アルティメット・マーベル
別の平行世界を扱うマーベル社のインプリント「アルティメット・マーベル」では、ブラックパンサーは本名をティチャラ・ウダクという若者である。ウェポンXプログラムによって人体実験を受けていたがニック・フューリーによって解放された[128]。
ワカンダ王ティチャカの末子であったティチャラは、ワカンダの守護者を選ぶ「豹の試練」において重傷を受けた。流血して死に瀕し、声も出せない状態だったティチャラを見て、兄エムバクは身の程知らずを嘲い、自分が試練を受けるべきだったと発言した。父王がティチャラの命を救うためにワカンダの先端技術をアメリカに渡そうとすると、エムバクは怒りのあまり国を捨てた。
ティチャカ王はティチャラを救うためウェポンXプログラムに引き渡した。1年以上が経過し、ティチャラは回復したばかりか、ブラックパンサーの装束を与えられ、素早さや筋力、暗視と回復力の強化を受けていた。また拳を握ると猫の爪に似たアダマンチウム製の短い爪が指の付け根から飛び出すようになった。ウェポンXプログラムは停止させられ、ティチャラの身柄はS.H.I.E.L.D.によって解放された。しかしティチャカはS.H.I.E.L.D.とアメリカが息子を所有物とみなしていると知って激怒する。ティチャカはエムバクに手紙を送り、ティチャラではなくエムバクこそが「最愛の息子」の地位を占めたと告げて帰国を懇願した。
フューリーはキャプテン・アメリカをブラックパンサーのメンター役に就ける。ブラックパンサーは喉に傷を負ったことを明かす。キャプテン・アメリカはブラックパンサーの境遇に同情し、彼をスーパーヒーローチーム、アルティメッツに参加せるようフューリーに勧める。これは自分がブラックパンサーに成りすましている間にティチャラを故国ワカンダへ逃がす策略だった。[129]
ブラックパンサーは「アルティメイタム」事件後にニュー・アルティメッツに加入した[130]。

## MCU版
マーベル・シネマティック・ユニバース（MCU）では、チャドウィック・ボーズマンが演じていた。日本語吹替は田村真が担当。
本項は、“アース616”（正史の宇宙）におけるティ・チャラ/ブラックパンサーを主軸として表記する。

### キャラクター像
『シビル・ウォー/キャプテン・アメリカ』では“ワカンダ”の王子として、『ブラックパンサー』中盤以降はワカンダ国王として登場した。『ブラックパンサー/ワカンダ・フォーエバー』ではボーズマンが2020年に死去しているため、1年前に崩御したという設定になっている。
ワカンダの先代国王ティ・チャカと王妃のラモンダを両親に、王女のシュリを妹に持ち、水面下で母国の秘密と平和、そして難民を中心とした世界の人々を守る戦士“ブラックパンサー”としても活躍する。
温厚で辛抱強さと冷静沈着さ、一度決断したことは曲げようとしない一本気さ、待機時にスマートフォンを操作したりスリッパを履いて宮殿内を歩くなどの庶民的な一面、そして自身の周りの人々を深く大切にする思いやりや、元恋人のナキアとの再会に緊張したり、相手からの畏まった挨拶を照れながらやめるように呼びかけたりする純情さを持ち合わせ、同時に儀式の決闘の申し込みとして飛び入りしてきたエムバク及びウンジャダカ/キルモンガーに応える大胆さと、洗脳に苦しむバッキー・バーンズ/ウィンター・ソルジャーや致命傷を負ったエヴェレット・ロスを救うためにワカンダへ連れたり、母国の平和を取り戻すために“ジャバリ族”に協力を頼むなどの臨機応変さ、愛する者・親しき者が危機に陥ったり手にかけられると激しい怒りを露わにする熱い心まで秘めているなど、多面性と大きな器を有する人物である。王子の頃には物事の重要なところを盲目的に見落としてしまうことや、王位継承直前に偉大な父へ頼れなくなった上で一国の長としての責務を全うできるかどうか不安を吐露することもあったが、現在では威風堂々とした立派な国王となった。

### 『ホワット・イフ…？』版
ティ・チャラ / スター・ロード（T'challa / Star-Lord）
声 - チャドウィック・ボーズマン（田村真） / 幼少期 - マディックス・ロビンソン（藤原夏海）
“アース21818”におけるティ・チャラ。幼少期にヨンドゥ・ウドンタたちにピーター・クイルと間違えられて拉致され、幼くもならず者を恐れずに宇宙への冒険へ心を躍らせるその胆力と好奇心を気に入られたことから“ラヴェジャーズ”に加わり、“スター・ロード”となった。基本的な出自や人格は正史のティ・チャラと同様で、ラヴェジャーズを単なる宇宙海賊から義賊に転向させており、チームの中心格としてその名を銀河の人々に広く認知されるくらいに活躍するなど、その持ち前の人間性を発揮している。
後にウアトゥ/ウォッチャーによって“ガーディアンズ・オブ・マルチバース”の一員にもなった。
ティ・チャラ / ブラックパンサー（アース89521）
“アース89521”におけるティ・チャラ。ワカンダの国王であると共に“アベンジャーズ”の正式な一員でもある。
ティ・チャラ / ブラックパンサー（アース32938）
“アース32938”におけるティ・チャラ。正史のティ・チャラと同等の人物像である。

### 能力
持ち前の人間性に加えて、自身の身近な人たちやワカンダ評議会をまとめ上げ、彼らと深い信頼関係を築けられるカリスマ性を有している。そして、“神秘のハーブ”を摂取したことで超人的な素早さ・敏捷性・筋力・耐久性を身につけ、戦闘ではこれを活かし、前方を走行する自動車に駆け足だけで追いつき、10数メートルもの高所へ飛び移れるほどの脚力と、重厚なムエタイ・カリ・カポエイラのような格闘技能を中心とした戦法をとって、超人兵士であるスティーブ・ロジャース/キャプテン・アメリカやバッキーと互角以上に渡り合うほどの実力を見せる。

### ツール・ビークル
ブラックパンサー・スーツ（Panther Habits）
ワカンダの王位を持つ者へ、国王の座と“ブラックパンサー”の称号と共に継承される、黒豹をモチーフにデザインされた戦闘用スーツ。ティ・チャラが装着するものは旧型とアップグレードされた新型が存在し、“ヴィブラニウム”が編み込まれており、軽量でしなやかでありながら機銃掃射や手榴弾の爆風を浴びても傷一つ付かないほどの非常に高い対衝撃性を発揮する点と、両手部分の指先の銀色の格納式鉤爪を武器とする点は共通である。ヴィブラニウム製である鉤爪の切れ味は、同じヴィブラニウム製の物体にも傷跡を残し、コンクリート製の壁面にも指先を食い込ませられるほど鋭い。また、黒豹の頭部を模したヘルメットの両耳部分と手首の両方には、感動調節可能なイヤーマイクロフォンが搭載されている。
旧スーツ
“アベンジャーズの内乱”時と、国王就任直前まで着用したブラックパンサー・スーツ。ティ・チャラがティ・チャカのブラックパンサー・スーツからインスピレーションを受けてデザインされたが、ステルス性を重視し、より洗練された印象を見る者に与えるため、ワカンダのローブ、カーゴパンツ、ブーツ、金色のハイライトを取り除かれて作られた。スーツ本体とヘルメットは手作業で着脱し、手足にはスーツの保護と耐久性向上のため薄く編まれた強化装甲板が備わっている。
現在でも充分な性能を有しているが、シュリは「機能しているだけで古過ぎ」と評し、エヴェレットも「防弾キャットスーツ」と揶揄する。また、高電圧と高周波ソニックパルスへの防御能力は有しておらず、ナターシャ・ロマノフ/ブラック・ウィドウに“テイザー・ディスク”を撃ち込まれた際にティ・チャラは感電しており、同等のスーツを装着していたティ・チャラ（アース32938）は、エリック・キルモンガーが不意打ちに放った高周波ソニックパルスで致命傷を負っている。
新スーツ
シュリによって2着分新開発された、アップグレード版ブラックパンサー・スーツ。スーツ本体のデザインがよりスマートで滑らかとなり、黒豹の頭部を模したヘルメットもより丸みを帯びた。旧型と共通の性能に加えて、両手部分の指には引き込み式のスパイク付きナックルが、両足には足音を吸収する“スニーカー”が新たに搭載され、2つの新機能も追加された。
1つ目は、ナノマシンによるスーツの形成機能で、未使用時は豹の牙の形をした首飾りだけの状態であり、耳の後ろにヴィブラニウム・インプラントを施された使用者が頭の中で起動の意思表示をすると、神経的リンクにより首飾りに内蔵されたナノマシンが放出されて、使用者の身体に一瞬でスーツを形成・装着させる。これによりスーツの携帯性が向上し、スーツの一部を破損してもその箇所にナノマシンを再放出させて瞬時に修復できるなど利便性が高まった。ヘルメットもナノマシンと使用者の意思で形成・解除が可能。両目部分はアイシールド展開機能が付与され、ヘルメット実体化中は使用者の声が拡声器を通した音声となる。
2つ目は、エネルギーの吸収・蓄積・放出機能で、衝撃を受けるとその動的エネルギーをスーツ内に吸収・蓄積し、敵に対して任意のタイミングで蓄積したエネルギーを全て放出することで、周囲へ一斉に攻撃する。エネルギーが蓄積されると、衝撃を受けたスーツの中に織り込まれた複雑なデザインとパターン部分が光る。
しかし、スーツの形成・装着機能は、起動させると使用者が装着時に着ていた衣服が分解するため、装着を全て解除すると全裸になってしまい、エネルギー放出機能については、エネルギーの蓄積量に限界があるようで、スーツに一定量のエネルギーが蓄積された状態で別の強烈な衝撃を受けると、使用者の意思に関係なくエネルギーを自動的に放ってしまうなど、新機能については改良の必要があるように見受けられる。
ティ・チャラは2着の新型のうち、銀の首飾りを媒介とし、ハイライトや放出されるエネルギーの色が紫である旧型と似た意匠のスーツを選択し、釜山の戦闘から装着する。ウンジャダカとの決戦では互いに新型スーツ姿で決闘を展開した。2度に渡るサノスの群勢との戦いでもティ・チャラはこのスーツを装着して参戦する。
キモヨ・ビーズ（Kimoyo Beads）
ワカンダの国民の多くがブレスレットとして片腕にはめているヴィブラニウム製の数珠。
ロイヤル・リング（Royal Rings）
ワカンダ国王の証である指輪。銀とラッカー、そしてヴィブラニウムでできており、ワカンダ国王の右手薬指にはめられる。以前は先代国王のティ・チャカが所有者だったが、彼の死後は息子のティ・チャラに受け継がれる。
EMPビーズ（EMP Beads）
ティ・チャラがサンビサ森林で使用した小型EMP爆弾。普段は球状だが、投げこむことでディスク状に変化して対象に張り付き、発生する電磁波により電子機器を破壊する。1個で自動車1台を故障させられるほどの威力だが、シュリによると「まだまだ改善の余地がある」とのこと。
イクルア槍とングニ盾（Iklwa Dagger & Nguni Shield）
ティ・チャラが決闘の儀式で使用する短槍と盾。
イクルア槍はヴィブラニウム製で、装飾として野生のヘラサギの羽根が付属しており、刃先は敵の盾も切り裂くほど鋭い。
ングニ盾は牛の皮製の本体に、ヴィブラニウム製の長い棒を合わせた防具である。
ブラックパンサーのジェット機
ティ・チャラがライプツィヒ・ハレ空港での大乱戦の後、単身でバッキー打倒へ向かうために操縦した、1人乗りの黒い小型航空機。ティ・チャラは本機で密かにトニーの後をつけてシベリアまで飛ぶ。
ワカンダ産の航空機各種は、パイロットが片腕に巻いたキモヨ・ビーズで操縦するが、本機は通常の航空機と同様に、操縦席に備え付けられた操縦桿で操縦する形式である。
スター・ロードのツール
ティ・チャラ/スター・ロードは、ピーター・クイル/スター・ロードと同様に、“スター・ロードのヘルメット”や、”ジェットブーツ”、“クアッドブラスター”を愛用する。

グラビティ・マイン
愛用の重力地雷。“モラグ”で使用。
このほかにも正史のティ・チャラは、ワカンダの内乱で“ソニック・スピア”や、“古代の槍”を使用し、ティ・チャラ/スター・ロードは、タニリーア・ティヴァン/コレクターが保有・愛用する“クロナン”の右拳や“ネクロソード”も行使した。

### 各作品での活躍
『シビル・ウォー/キャプテン・アメリカ』
本作にてMCU初登場。
ティ・チャカと共にウィーンで開かれた“ソコヴィア協定”の調印式に参加し、アベンジャーズの代表であるナターシャに、その立場上「協定には賛成だけど、政治的には反対」と考えを示し、当初はアベンジャーズへ理解を表していたが、その直後に起こった爆破テロで父を失い、監視カメラ画像に映った容疑者であるバッキーへの復讐を決意する。
スティーブやサム・ウィルソン/ファルコンの妨害を受けながらも、 ブカレストや“対テロ共同対策本部”でバッキーと激しい追跡戦を展開したが、彼を打倒することはできず、後にナターシャにスカウトされてトニー・スターク/アイアンマンたちに加勢し、ライプツィヒ・ハレ空港での大乱戦に臨んだ。その際に、バッキーやクリント・バートン/ホークアイを圧倒する立ち回りを披露したが、またしてもバッキーを逃してしまう。
後にトニーの後をつけて辿り着いたシベリアで、ティ・チャカの死はヘルムート・ジモが仕組んだものだったと知り、彼に肉薄すると、父を殺した爆破テロについて問い詰め、ジモの動機を聞くと、復讐心を捨てて彼の自決を止め、その罪を正当に償わせようと捕縛した。
エンドロール後には、戦犯として指名手配犯となったスティーブとバッキーをワカンダへと匿う。
『ブラックパンサー』
演 - チャドウィック・ボーズマン（本編）、アシュトン・タイラー（幼少期）
本作では主役として登場し、ワカンダの国王に就任する。
物語冒頭では、オコエと共にサンビサ森林でナキアの内偵任務を補助して、彼女たちとワカンダへ帰国。ティ・チャカが死亡したことで行われた王位継承の儀式では、挑戦してきたエムバクに皆の声援を受けて打ち勝ち、ワカンダの新国王となった。儀式の最後で見た夢の中に現れた父へ、自分を未熟と謙遜する思いから王位を継ぐことにプレッシャーを感じて、一国の主としての務めを果たせるかどうか不安を打ち明けるが、周りの人々を頼るようにと励まされる。
やがてロンドンで起きたヴィブラニウムの盗難事件を受けて、ウカビに事件の主犯であるユリシーズ・クロウの捕縛を誓い、シュリから新ツール各種を受け取って出国。出向いた釜山でジモの一件の借りがあるエヴェレットと再会しつつ、現れたクロウと市内を舞台に激しい追跡戦を繰り広げ、一時はCIAの施設に拘留させた。だが、駆けつけたウンジャダカによってクロウの脱出を許してしまい、負傷したエヴェレットを治療のために母国へ連れていった代わりに、クロウ捕縛失敗からウカビに失望され、ズリからはティ・チャカがウンジョブとウンジャダカの父子に対して行った仕打ちを隠していた真実を聞かされて、ワカンダに対する疑念が芽生えかけた挙句、入国してきたウンジャダカに儀式で敗北して川に落とされ、王位を奪われてしまう。
しかし昏睡状態となったものの、エムバクたち“ジャバリ族”に保護され、ラモンダやシュリにナキアたちの支えを受けて復活。ウンジャダカとの決戦に臨み、彼だけではなく“ボーダー族”とも戦うことになるが、それでもウンジャダカとの1対1での決闘に突入し、実質的な戦闘技能で上回る相手に対して、戦略的思考とワカンダを熟知していることを活かして勝利し、今際の際のウンジャダカにワカンダの夕焼けを見せ、彼の最期を見届けるとワカンダの国王に復位した。
後日、母国の開国を決意して、オークランドではワカンダ初の国際支援センターを現地に創設する構想をシュリに明かし、ウィーンの国連事務所ではワカンダ開国のスピーチを行う。
『アベンジャーズ/インフィニティ・ウォー』
本作では物語の後半から登場する。国王就任から2年の年月を経ており、地球の危機を前にしても一国の主として高潔で毅然とした態度をとる。
本作ではスティーブから技術協力を依頼され、サノスとの戦いに備えるべく、バッキーに新しい義手を譲渡し、ワカンダに招いたアベンジャーズにはシュリと共にヴィジョンの“マインド・ストーン”摘出手術のための設備と技術を提供して、さらにスティーブには、“ワカンダの盾”も貸与した。
ワカンダでの決戦では、オコエ率いる“ドーラ・ミラージュ”やエムバク率いるジャバリ族、さらにボーダー族まで多数の戦士たちを率いて自ら前線に立ち、ワカンダの草原に降り立ったサノスの群勢に対してスティーブと共に先陣を切って戦う。
だが、その直後に現れたサノスには敵わず、マインド・ストーンを奪われたことで“デシメーション”を引き起こされ、オコエの眼前で多くの仲間たちと同様に塵と化して消滅してしまう。
『アベンジャーズ/エンドゲーム』
本作ではデシメーションから5年もの間消滅したままだったが、アベンジャーズの尽力により復活し、クライマックスにおける2014年からタイムトラベルしてきたサノスの群勢との決戦の際に、ワカンダと繋がったゲートウェイからオコエやシュリと共にワカンダ軍を率いて戦地となった“アベンジャーズ・コンパウンド”跡地に登場し、アベンジャーズに参戦。
大乱闘の中、“ナノ・ガントレット”を運ぶクリントに声をかけてアベンジャーズの内乱以来に再会し、彼からガントレットを任され、運搬中にサノスやエボニー・マウに攻撃されるも、ワンダ・マキシモフ/スカーレット・ウィッチの手助けを得てピーター・パーカー/スパイダーマンにガントレットを託した。
トニーによってサノスの群勢が消滅し、戦いが終わると、シュリやラモンダと3人で“ゴールデン・シティ”の夜景を眺め、後日、シュリとオコエと共にトニーの葬儀に参列する。
『ホワット・イフ...?』シーズン1
第2話
ティ・チャラ/スター・ロードが主役として登場。
第5話
アース89521におけるティ・チャラ/ブラックパンサーが登場。
第6話
アース32938におけるティ・チャラ/ブラックパンサーが登場。
第8、9話
ティ・チャラ/スター・ロードが再登場。
『ブラックパンサー/ワカンダ・フォーエバー』
前述の通り、物語本編の1年前に崩御しており、ブラックパンサーはシュリに受け継がれることになる。また、ポストクレジットシーンにおいて、ナキアとの間に長男が生まれ、自身の名を付けていたことが明かされる。

## その他のメディア

### テレビ
- マーベルアニメーションとブラック・エンターテインメント・テレビジョンはプライムタイムのアニメシリーズ『ブラックパンサー』の製作を開始した。ジャイモン・フンスーがティチャラ（ブラックパンサー）の声を演じた[138][139]。モーションコミックスタイルの作品であった[140]。2010年1月16日、オーストラリアのテレビ局ABC3において初の放映が行われた[141]。米国では同年6月23日にオンライン放映が開始され、翌年1月からDVDとして販売された。
- 1994年のテレビアニメシリーズ『ファンタスティック・フォー』では、エピソード「ブラックパンサーの獲物 (Prey of the Black Panther)」にティチャラが登場し、キース・デイヴィッドが声優を務めた[142]。ティチャラはクロウの侵略からワカンダを守るため、ファンタスティック・フォーの助力を求める[143]。
- アニメ The Avengers: United They Stand（1999年）をベースとするコミックブックシリーズにブラックパンサーが登場する[144]。
- 『アイアンマン ザ・アドベンチャーズ 』ではエピソード「パンサーの獲物」などにゲスト出演する[145]。
- The Super Hero Squad Show  に登場し、テイ・ディグスが声を演じる[146]。
- 『アベンジャーズ 地球最強のヒーロー』では、全52話中26話にブラックパンサー（ティチャラ）が登場する。ジェームズ・C・マティスが声を演じる。[147]
- 日本のアニメシリーズ『ディスク・ウォーズ:アベンジャーズ』では、第29話「国王ブラックパンサー」で登場した[148]。
- 『アベンジャーズ・アッセンブル』（2013年）に登場し、ジェームズ・C・マティス3世が声を演じる。2017年7月22日、マーベルは同シリーズのシーズン5でティチャラが中心的な役割を果たすことを告知し、原語シーズンタイトルを「アベンジャーズ: ブラックパンサーズ・クエスト (Avengers: Black Panther's Quest)」とした[149]。

### その他の映画

#### アニメーション
- オリジナルDVD作品『アルティメット・アベンジャーズ2』（2006年）ではティチャラ（声: ジェフリー・D・サムス）が中心的な役割を果たす[150]。
- オリジナルDVD映画『ネクストアベンジャーズ: ヒーローズ・オブ・トゥモロー』では、ティチャラはストームとの間にアザリという息子を儲ける。アベンジャーズはチームを離れていたブラックパンサーを呼び戻し、ロボットのウルトロンとの戦いに臨む。ブラックパンサーはこの戦いを生き延びることができなかった。ストームの運命は明らかにされないが、アザリは他の戦死者の子供たちとともにトニー・スターク（アイアンマン）によって育てられる。
- ブラックパンサー（ティチャラ）は2014年のモーション・コミック映画 Marvel Knights: Wolverine vs. Sabretooth に登場する。ブラックパンサーはストームとともに、アフリカに流れ着いたウルヴァリンを助ける[151]。
- 2017年10月9日、LEGOムービー（英語版）シリーズの一作『ブラックパンサー: トラブル・イン・ワカンダ』の製作が発表された[152]。

### ビデオゲーム
- Marvel: Ultimate Alliance『MARVEL ULTIMATE ALLIANCE』: プレイアブルキャラクター（PC）である。声優はフィル・ラマール。オリジンを語るダイアログがある。[153]
- Marvel: Ultimate Alliance 2 : NPCとして登場する。声優はティム・ラス [154]。フォールド (The Fold) の支配を受けていないわずかなヒーローの一人で、ワカンダはフォールドに対するレジスタンスの拠点となる。一部のバージョンではプレイアブル。[155]
- Marvel Super Hero Squad Online : PC。
- Marvel: Avengers Alliance :  Facebookゲーム。PC。
- Marvel Heroes : MMORPG。PC。声を演じるのはジェームズ・C・マティス3世。[156]
- Lego Marvel Super Heroes『LEGO マーベル スーパー・ヒーローズ ザ・ゲーム』 : PC。声はジョン・エリック・ベントリー。
- Marvel Avengers Alliance Tactics : PC。
- Marvel Contest of Champions 『MARVEL オールスターバトル』: PC。[157]
- Marvel: Future Fight 『Marvel Future Fight』: PC。[158]
- Disney Infinity 3.0 『ディズニー インフィニティ3.0』: PC。[159]
- Lego Marvel's Avengers 『LEGO マーベル アベンジャーズ』: DLCパック「シビル・ウォー」に含まれるPCの中にMCU版ブラックパンサーがいる[160]。後のDLCでは「クラシック・ブラックパンサー」も追加された。[161]
- Lego Marvel Super Heroes 2 『LEGO マーベル スーパー・ヒーローズ２ ザ・ゲーム』: プレイアブル。[162]
- MARVEL VS. CAPCOM: INFINITE『マーベル VS. カプコン:インフィニット』 : DLCの追加キャラクターの一人。声はジェームズ・C・マティス3世が再演した[163]。ストーリー中ではヴァルカンダ王国の君主。

### テーブルトークRPG
- 1984年のテーブルトークRPG『マーベル・スーパーヒーローズ (Marvel Super Heroes)』やその後継作に登場する[164]。

## 単行本

### マーベル・マスターワークス
| 書名                                       | 収録号                                                                              | 刊行年 | ISBN                |
| ------------------------------------------ | ----------------------------------------------------------------------------------- | ------ | ------------------- |
| Marvel Masterworks: Black Panther Volume 1 | Jungle Action #6–24                                                                 | 2010   | ISBN 978-0785141990 |
| Marvel Masterworks: Black Panther Volume 2 | Black Panther #1–15, Marvel Premiere #51–53, back-up story from Marvel Team-Up #100 | 2016   | ISBN 978-1302900205 |

### エピック・コレクション
| 書名                                                   | 収録号                                     | 刊行年 | ISBN                |
| ------------------------------------------------------ | ------------------------------------------ | ------ | ------------------- |
| Black Panther Epic Collection Volume 1: Panther's Rage | Fantastic Four #52–53, Jungle Action #6–24 | 2016   | ISBN 978-1302901905 |

### 第1シリーズ
| 書名                                 | 収録号              | 刊行年 | ISBN                |
| ------------------------------------ | ------------------- | ------ | ------------------- |
| Black Panther by Jack Kirby Volume 1 | Black Panther #1–7  | 2005   | ISBN 978-0785116875 |
| Black Panther by Jack Kirby Volume 2 | Black Panther #8–13 | 2006   | ISBN 978-0785120698 |

### 第3シリーズ
| 書名                                                                  | 収録号 | 刊行年 | ISBN           |
| --------------------------------------------------------------------- | --- | ------ | -------------- |
| Black Panther Vol. 1: The Client                                      | Black Panther Volume 3 #1–6                                                                                          | 2001   | 978-0785107897 |
| Black Panther Vol. 2: Enemy of the State                              | Black Panther Volume 3 #7–12                                                                                         | 2002   | 978-0785108290 |
| Black Panther by Christopher Priest: The Complete Collection Volume 1 | Black Panther vol. 3 #1–17                                                                                           | 2015   | 978-0785192671 |
| Black Panther by Christopher Priest: The Complete Collection Volume 2 | Black Panther vol. 3 #18–35, Deadpool Vol. 3 #44                                                                     | 2015   | 978-0785198116 |
| Black Panther by Christopher Priest: The Complete Collection Volume 3 | Black Panther vol. 3 #36–49, #57–58; Incredible Hulk vol. 3 #33; Thor vol. 1 #370 material from Marvel Double-Shot 2 | 2016   | 978-0785195085 |
| Black Panther by Christopher Priest: The Complete Collection Volume 4 | Black Panther vol. 3 #50–56, #59–62; The Crew 1–7                                                                    | 2016   | 978-1302900588 |

### 第4シリーズ
| 書名                                                             | 収録号 | 刊行年 | ISBN           |
| ---------------------------------------------------------------- | --- | ------ | -------------- |
| Black Panther: Who is the Black Panther?                         | Black Panther vol. 4, #1–6 | 2006   | 978-0785120483 |
| Black Panther by Reginald Hudlin: The Complete Collection Vol. 1 | Black Panther vol. 4, #1–18, X-Men Vol. 2 #175–176                                                                                  | 2017   | 978-1302907716 |
| House of M: World of M Featuring Wolverine                       | Wolverine vol. 3 #33–35, Black Panther vol. 4 #7, Captain America vol. 5 #10, The Pulse #10.                                        | 2006   | 978-0785119227 |
| X-Men/Black Panther: Wild Kingdom                                | Black Panther vol. 4, #8–9, X-Men vol. 2 #175–176                                                                                   | 2006   | 978-0785117896 |
| Black Panther: Bad Mutha                                         | Black Panther vol. 4, #10–13 | 2006   | 978-0785117506 |
| Black Panther: The Bride                                         | Black Panther vol. 4, #14–18 | 2006   | 978-0785121077 |
| Black Panther: Civil War                                         | Black Panther vol. 4, #19–25 | 2007   | 978-0785122357 |
| Black Panther by Reginald Hudlin: The Complete Collection Vol. 2 | Black Panther vol. 4, #19–34, Annual Vol. 4 #1                                                                                      | 2018   | 978-1302909475 |
| Black Panther: Four the Hard Way                                 | Black Panther vol. 4, #26–30 | 2007   | 978-0785126553 |
| Black Panther: Little Green Men                                  | Black Panther vol. 4, #31–34 | 2008   | 978-0785126577 |
| Black Panther: Back To Africa                                    | Black Panther vol. 4, #35–38, Annual #1)                                                                                            | 2008   | 978-0785124528 |
| Black Panther by Reginald Hudlin: The Complete Collection Vol. 3 | Black Panther vol. 4, #35–41, Black PantherVol. 5 #1–6, Black Panther/Captain America: Flags of Our Fathers 1–4, Black Panther Saga | 2018   | 978-1302910358 |
| Black Panther: Secret Invasion                                   | Black Panther vol. 4, #39–41 | 2008   | 978-0785133971 |

### 第5シリーズ
| 書名                                        | 収録号                                                                                               | 刊行年 | ISBN           |
| ------------------------------------------- | --- | ------ | -------------- |
| Black Panther: The Deadliest of the Species | Black Panther vol. 5, #1–6                                                                           | 2009   | 978-0785133421 |
| Black Panther: Power                        | Black Panther vol. 5, #7–12                                                                          | 2010   | 978-0785138617 |
| Doomwar                                     | Doomwar #1–6                                                                                         | 2011   | 978-0785147152 |
| Black Panther: Doomwar                      | Black Panther vol. 5, #7–12, Doomwar #1–6, Klaws of the Panther #1–4, Material from Age of Heroes #4 | 2017   | 978-1302904166 |

### The Man Without Fear/The Most Dangerous Man Alive
| 書名                                                                 | 収録号 | 刊行年 | ISBN           |
| -------------------------------------------------------------------- | --- | ------ | -------------- |
| Black Panther: The Man Without Fear: Urban Jungle                    | Black Panther: The Man Without Fear #513–518 material from the X-Men Curse of the Mutants Spotlight       | 2011   | 978-0785145233 |
| Black Panther: The Man Without Fear: Fear Itself                     | Black Panther: The Man Without Fear #519–523, Black Panther: The Most Dangerous Man Alive #524            | 2012   | 978-0785152064 |
| Black Panther – The Most Dangerous Man Alive: The Kingpin of Wakanda | Black Panther: The Most Dangerous Man Alive #523.1, 525–529                                               | 2012   | 978-0785160373 |
| Black Panther: The Man Without Fear – The Complete Collection        | Black Panther: The Man Without Fear #513–523, Black Panther: The Most Dangerous Man Alive #523.1, 524–529 | 2018   | 978-1302907723 |

### 第6シリーズ
| 書名                                                   | 収録号                                                | 刊行年 | ISBN           |
| ------------------------------------------------------ | ----------------------------------------------------- | ------ | -------------- |
| Black Panther: A Nation Under Our Feet Book 1          | Black Panther' Vol. 6 #1–4, Fantastic Four Vol. 1 #52 | 2016   | 978-1302900533 |
| Black Panther: A Nation Under Our Feet Book 2          | Black Panther Vol. 6 #5–8                             | 2017   | 978-1302900540 |
| Black Panther: A Nation Under Our Feet Book 3          | Black Panther Vol. 6 #9–12                            | 2017   | 978-1302901912 |
| Black Panther Book 4: Avengers of the New World Book 1 | Black Panther Vol. 6 #13–18                           | 2017   | 978-1302906498 |
| Black Panther Vol 1                                    | Black Panther Vol. 6 #1–12                            | 2017   | 978-1302904159 |
| Black Panther: World of Wakanda                        | Black Panther: World of Wakanda #1–6                  | 2017   | 978-1302906504 |
| Black Panther & the Crew: We Are the Streets           | Black Panther & the Crew #1–6                         | 2017   | 978-1302908324 |

### 日本語版
| 書名                           | 収録号                                                 | 刊行年 | 出版社                     | ISBN                |
| ------------------------------ | ------------------------------------------------------ | ------ | -------------------------- | ------------------- |
| ブラックパンサー：暁の黒豹     | Black Panther Vol. 4 #1-6 Fantastic Four Vol. 1 #52-53 | 2016   | 小学館集英社プロダクション | ISBN 978-4796875905 |
| ブラックパンサー：シビルウォー | Black Panther Vol. 4 #19-25                            | 2016   | ヴィレッジ・ブックス       | ISBN 978-4796875905 |